# Casa de Windsor
La Casa de Windsor (House of Windsor), anteriormente denominada Casa de Sajonia-Coburgo y Gotha (en inglés, House of Saxe-Coburg and Gotha; en alemán, Haus Sachsen-Coburg und Gotha), es la Casa Real del Reino Unido de Gran Bretaña e Irlanda del Norte. Fue renombrada el 17 de julio de 1917 por el rey Jorge V del Reino Unido en el transcurso de la Primera Guerra Mundial. Dado el origen germánico del anterior nombre y debido a que entonces el Reino Unido estaba en guerra contra Alemania, decidió adoptar el nombre británico de «Windsor» por una proclamación real. La jefatura actual de la Casa de Windsor corresponde a Carlos III, monarca reinante en el Reino Unido y en los otros catorce reinos de la Mancomunidad de Naciones.

## Reseña histórica
El 10 de febrero de 1840, la reina Victoria del Reino Unido, de la casa de Hannover, se casó con Alberto de Sajonia-Coburgo-Gotha. El hijo de ambos, Eduardo VII (1841-1910), se convirtió, a la muerte de su madre, en el primer rey de la Casa de Sajonia-Coburgo-Gotha en el Reino Unido, desapareciendo así la casa de Hannover en el Reino Unido. Hay que tener en cuenta que el apellido original de todas las ramas de príncipes de Sajonia es Wettin, aunque este no ha sido utilizado nunca por los reyes de Gran Bretaña de esta familia.

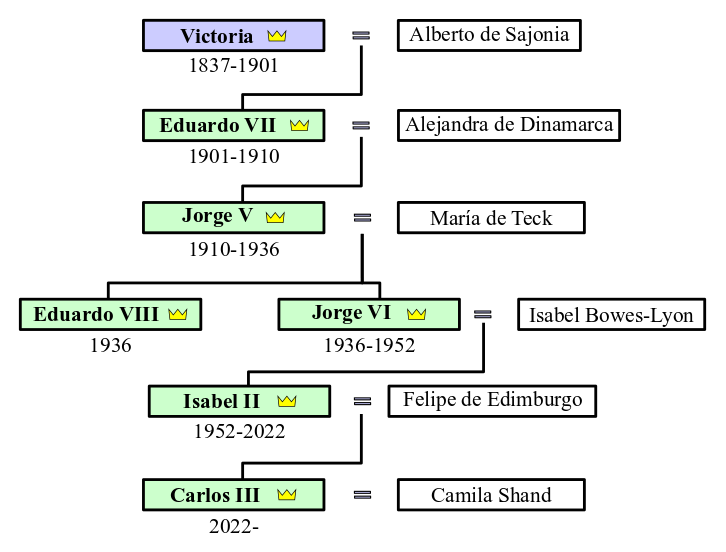
Árbol genealógico de los reyes de Gran Bretaña de la casa de Windsor (en verde), con su relación con los Hannover (en azul).

Le sucedió su hijo Jorge V del Reino Unido (1865-1936). Separada ya completamente la dinastía de sus orígenes alemanes, en 1917 cambió su denominación oficial por la de Casa de Windsor (que alude al palacio real de dicha ciudad inglesa, una residencia empleada por los reyes desde el siglo XI), denominación que han conservado los monarcas británicos hasta la actualidad. Bajo su reinado se produjo la independencia de la mayor parte de Irlanda (1922). Le sucedió fugazmente su hijo Eduardo VIII del Reino Unido (1894-1972), cuya intención de contraer matrimonio morganático con Wallis Simpson, con la que mantenía relaciones antes del segundo divorcio de ésta, lo obligó a abdicar el mismo año de su acceso al trono (1936) en favor de su hermano Jorge VI (1895-1952).
Este, sobreponiéndose a sus problemas de tartamudez, mala salud y timidez extrema, llegó a ser un rey muy popular, sobre todo por la dignidad con la que hizo frente a la Segunda Guerra Mundial (1939-1945), permaneciendo en Londres para compartir la suerte de sus súbditos bajo los bombardeos alemanes, visitando los frentes de guerra para elevar la moral de las tropas y esforzándose por reforzar su amistad personal con el presidente Roosevelt para ahuyentar la tentación aislacionista de Estados Unidos. En la posguerra desempeñó con total lealtad su papel de rey parlamentario, colaborando con el gobierno laborista. Hubo de asumir los inicios de la descolonización del Imperio británico (independencia de la India, 1947).
Jorge VI dejó el trono completamente asegurado para su hija Isabel II del Reino Unido, anterior soberana británica, cuyo reinado continuó el proceso (todavía inconcluso) de descolonización iniciado por su padre y, en los últimos años del siglo XX, con una crisis en la imagen de la dinastía causada por los desgraciados matrimonios de sus hijos, tres de los cuales acabaron en divorcio, incluido el del entonces príncipe de Gales (actual rey Carlos III).
Tras el matrimonio entre la entonces princesa Isabel con Felipe Mountbatten se debatió si se debería añadir el apellido de él al nombre de la dinastía. El asunto quedó resuelto cuando, en 1960, Isabel II determinó mediante carta patente que la denominación de la dinastía seguiría siendo Windsor y que todos sus descendientes que no tuvieran el tratamiento de alteza real llevaran el apellido Mountbatten-Windsor. Los hijos y descendientes por vía masculina de Isabel II forman parte de la Casa de Glücksburg,por ser a la que pertenecía el consorte de la reina, el príncipe Felipe de Edimburgo.

## Lista de monarcas de la dinastía Windsor
| Imagen                                      | Nombre       | Consorte                   | Monarca desde           | Coronación          | Monarca hasta           | Duración           |
| ------------------------------------------- | ------------ | -------------------------- | ----------------------- | ------------------- | ----------------------- | ------------------ |
| Línea de la Casa de Sajonia-Coburgo y Gotha |              |                            |                         |                     |                         |                    |
|                                             | Eduardo VII  | Alejandra de Dinamarca     | 22 de enero de 1901     | 9 de agosto de 1902 | 6 de mayo de 1910       | 9 años y 104 días  |
|                                             | Jorge V      | María de Teck              | 6 de mayo de 1910       | 22 de junio de 1911 | 17 de julio de 1917     | 7 años y 72 días   |
| Casa de Windsor                             |              |                            |                         |                     |                         |                    |
|                                             | Jorge V      | Maria de Teck              | 17 de julio de 1917     | -                   | 20 de enero de 1936     | 18 años y 187 días |
|                                             | Eduardo VIII | Wallis Simpson             | 20 de enero de 1936     | No fue coronado     | 11 de diciembre de 1936 | 326 días           |
|                                             | Jorge VI     | Isabel Bowes-Lyon          | 11 de diciembre de 1936 | 12 de mayo de 1937  | 6 de febrero de 1952    | 15 años y 57 días  |
|                                             | Isabel II    | Felipe Mountbatten         | 6 de febrero de 1952    | 2 de junio de 1953  | 8 de septiembre de 2022 | 70 años y 214 días |
|                                             | Carlos III   | Diana Spencer Camila Shand | 8 de septiembre de 2022 | 6 de mayo de 2023   | Reinante                | 2 años y 191 días  |